# Aeshna constricta
Espèce
Aeshna constricta est une espèce d'insectes de la famille des Aeshnidae appartenant au sous-ordre des anisoptères dans l'ordre des odonates. Elle a été décrite en 1840 par l'entomologiste américain Thomas Say. Son nom vernaculaire est æschne constrictor.

## Description
Cette æschne mesure entre 65-73 mm de long. Les motifs abdominaux sont habituellement à prédominance bleue chez le mâle et peuvent être jaunes, verts ou bleus chez la femelle. Les bandes sont généralement d'un dégradé de jaune à bleu et il n'y a pas de tache entre celles-ci, comme chez Aeshna canadensis. Le mâle et la femelle sont relativement similaires. La coloration peut varier chez les individus allant de vert à jaune. 

## Répartition
Elle se retrouve dans la plupart des provinces du Canada et dans le Nord des États-Unis.

## Habitat
L'espèce semble apprécier les étangs mais on la retrouve également dans les lacs. 